# 치안

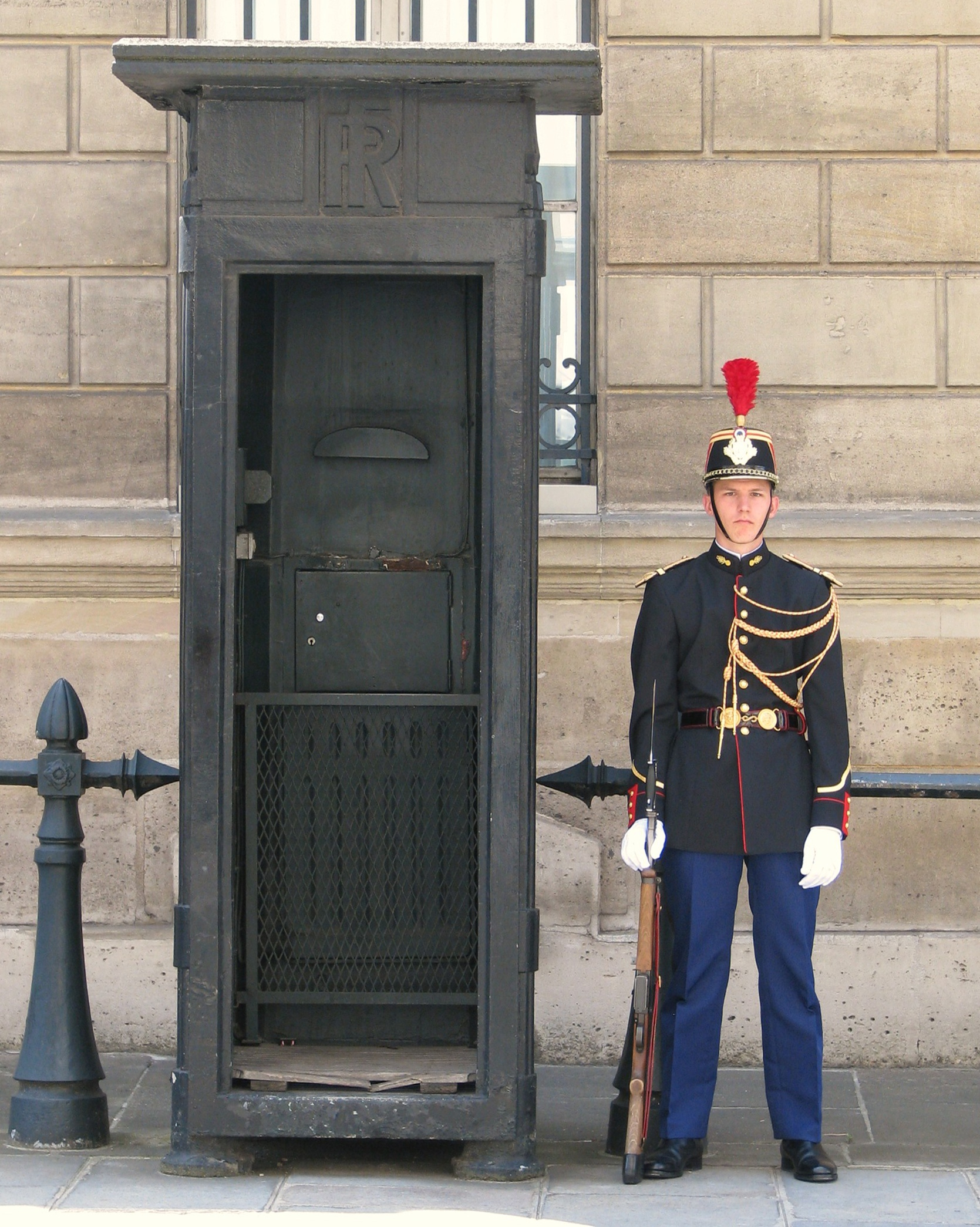
프랑스 국가 헌병대 공화국수비대의 일원

치안(治安, 영어: public safety)은 사회 통제의 개념이며, 국가에 의한 통치가 안정적으로 실행되고 있는 것을 의미한다.

## 개요
국가는 치안 유지를 위해 법률을 정하고 사법 기관, 경찰을 조직한다. 치안 유지는 자유주의 국가에서도 안전 보장과 함께 국가의 최소한의 역할 중 하나로 생각되고 있으며, 안정된 국민 생활의 필수적인 기초이다. 치안은 종합적이고 복합적인 현상 형태이므로 객관적으로 파악하는 것은 어렵지만, 테러, 전투, 폭동, 강력 범죄 등이 빈발하는 지역은 대체로 치안이 나쁘다고 하며, 범죄 발생 건수 등이 높은 경우가 많다. 또한 국가의 관점에서 보면 치안 유지라는 것은 반란 예방로서의 측면도 강하게 가지고 있으며, 과거에는 치안 유지의 명목으로 국가가 국민에게 첩보, 모략, 탄압 을 기획하는 등, 국가가 국민에게 손해를 주기도 하였다.

## 치안을 둘러싼 관점
대한민국의 치안유지 순위는 상위권으로 속하여 있고 2024년 기준 한국의 가장 최신의 치안 안전순위가 통계조사 기준 43위이다. 독재 체제에서는 종종 치안 유지 등을 명목으로 사실상 반정부 세력 등에게 탄압이 진행될 수도 있다. "치안이 좋다"는 것은 반대로 말하면 치안 유지를 목적으로 한 모니터링 및 권한 강화로 인해 발생하는 개인 정보 침해 등 인권 침해를 가져올 폐해도 있을 수 있다. 한편, 치안이 악화되고 있는데도 불구하고 마치 치안이 좋다는 것을 국내외에 가장하는 경우도 있다.
국가별 치안은 나라마다 크게 상이하다.

## 같이 보기
- 치안유지법